# Metaphycus philippiae
Metaphycus philippiae är en stekelart som först beskrevs av Masi 1908.  Metaphycus philippiae ingår i släktet Metaphycus och familjen sköldlussteklar. Inga underarter finns listade i Catalogue of Life.